# STARLIGHT (吉井和哉のアルバム)
『STARLIGHT』（スターライト）は、吉井和哉の7枚目のオリジナルアルバム。2015年3月18日に日本コロムビアから発売された。

## 解説
オリジナルアルバムとしては『The Apples』以来約4年ぶりとなるアルバム。また、バンド時代の古巣となる日本コロムビア内のレーベル・TRIADに移籍後、初のアルバム。
アルバムのジャケットはシングル『クリア』に続き、糸山泉がデザインを手がけている。
シングル『クリア』とのW購入応募特典として、抽選で2000名に「吉井和哉 手形レプリカ」がプレゼントされた。
プロモーション企画として、通例、東京や大阪の繁華街のみで走行することの多いアドトラックが、日本全国の11都市を1台で、本作の全曲を流しながらキャラバンする「STARLIGHT“一番星”TOUR」が実施された。
カバーアルバム『ヨシー・ファンクJr. 〜此レガ原点!!〜』から立て続けに制作された。本作はカバーアルバムと対になるようなアルバムで、洋楽の原点を消化した。
カバーアルバムが手応えのある作品になったことで逆にプレッシャーになり、また、50歳以降の吉井和哉をどう描いていくかで歌詞に悩んだというが、アルバムが完成し改めて聴きなおしたとき、いままで表に出さなかった幼少期の吉井和哉や、THE YELLOW MONKEY時代の吉井和哉、ソロになってからの吉井和哉がブレンドされ、新しい吉井和哉が表現できていたことに気づいたという。

## 楽曲について
1. Hattrick'n
「新五捕物帳」「大江戸捜査網」などの時代劇をイメージした。仮タイトルは「くのいち」で、その後「ハットリ君」から現在のものとなった[2]。読み方は「ハットトリッキン」。
2. (Everybody is)Like a Starlight
アルバム名の由来になった曲[3]。リードトラックとしてPVが製作された。
3. You Can Believe
最初はすごくファンタジーな歌詞だったというが年齢的に無理があると思い、その後「思いつく言葉がない」というところから歌詞を書き直したところ、スラスラと言葉が出てきたという[2]。
4. 紅くて咲こうとした恋の
Vシネマのタイアップをイメージして作った曲[2]。
5. TOKYO NORTH SIDE
俳優・山田孝之のドキュメンタリードラマ『山田孝之の東京都北区赤羽』（テレビ東京系）エンディングテーマ。作詞は山田孝之。山田が持ち込んだ詞に吉井が曲をつけて出来上がった曲。ドラマで使用されているバージョンは山田が歌唱、吉井が全演奏をしている。
6. 迷信トゥゲザー
ビートルズのカム・トゥゲザーとスティーヴィー・ワンダーの迷信がモチーフになっている。
7. Route69
『ヨシー・ファンクJr. 〜此レガ原点!!〜』と並行して制作された楽曲ということもあり、昭和歌謡を意識している。
8. Step Up Rock
ラモーンズやダムドのような、若者にむけて歌うパンク・ロックバンドをイメージして作られた。人生の半ばで過去も未来もみえるような立場になった吉井が、いまの少年たちにむけて歌った曲という[1]。吉井のなかではこのような曲を「老（おい）パンク」と呼んでいるそう。
歌詞は吉井の十代のころの原体験が綴られている。
9. STRONGER
ジョン・レノンの楽曲「マザー」がモチーフになっている。吉井曰く、少年吉井和哉を引っぱり出して歌わせた曲[2]。
終盤に入ってくる音はある賛美歌の動画の音声で、その動画を曲頭から同時に再生し途中から音を混ぜてみたところ面白い音像になったという。
10. クリア
13thシングル。シングル曲がオリジナルアルバムのラストを飾るのは吉井のソロ作品では初めてのこと。

## 収録曲
CD
| 全作詞・作曲: 吉井和哉（#5のみ作詞: 山田孝之）、全編曲: 吉井和哉。 |                                    |                                   |                                   |      |
| #                                                                  | タイトル                           | 作詞                              | 作曲・編曲                        | 時間 |
| 1.                                                                 | 「Hattrick'n」                     | 吉井和哉（#5のみ作詞: 山田孝之 ） | 吉井和哉（#5のみ作詞: 山田孝之 ） | 3:43 |
| 2.                                                                 | 「(Everybody is)Like a Starlight」 | 吉井和哉（#5のみ作詞: 山田孝之 ） | 吉井和哉（#5のみ作詞: 山田孝之 ） | 3:58 |
| 3.                                                                 | 「You Can Believe」                | 吉井和哉（#5のみ作詞: 山田孝之 ） | 吉井和哉（#5のみ作詞: 山田孝之 ） | 4:12 |
| 4.                                                                 | 「紅くて咲こうとした恋の」         | 吉井和哉（#5のみ作詞: 山田孝之 ） | 吉井和哉（#5のみ作詞: 山田孝之 ） | 4:33 |
| 5.                                                                 | 「TOKYO NORTH SIDE」               | 吉井和哉（#5のみ作詞: 山田孝之 ） | 吉井和哉（#5のみ作詞: 山田孝之 ） | 4:12 |
| 6.                                                                 | 「迷信トゥゲザー」                 | 吉井和哉（#5のみ作詞: 山田孝之 ） | 吉井和哉（#5のみ作詞: 山田孝之 ） | 4:14 |
| 7.                                                                 | 「Route69」                        | 吉井和哉（#5のみ作詞: 山田孝之 ） | 吉井和哉（#5のみ作詞: 山田孝之 ） | 5:03 |
| 8.                                                                 | 「Step Up Rock」                   | 吉井和哉（#5のみ作詞: 山田孝之 ） | 吉井和哉（#5のみ作詞: 山田孝之 ） | 3:41 |
| 9.                                                                 | 「STRONGER」                       | 吉井和哉（#5のみ作詞: 山田孝之 ） | 吉井和哉（#5のみ作詞: 山田孝之 ） | 2:33 |
| 10.                                                                | 「クリア」                         | 吉井和哉（#5のみ作詞: 山田孝之 ） | 吉井和哉（#5のみ作詞: 山田孝之 ） | 4:18 |
| 合計時間:                                                          | 合計時間:                          | 40:27                             |                                   |      |

初回限定盤DVD
| #         | タイトル                                                                                         | 作詞  | 作曲・編曲 | 時間 |
| --------- | ------------------------------------------------------------------------------------------------ | ----- | ---------- | ---- |
| 1.        | 「WEEKENDER」                                                                                    |       |            | 4:22 |
| 2.        | 「VS」                                                                                           |       |            | 4:24 |
| 3.        | 「シュレッダー」                                                                                 |       |            | 7:07 |
| 4.        | 「MUSIC」                                                                                        |       |            | 3:55 |
| 5.        | 「点描のしくみ」                                                                                 |       |            | 4:46 |
| 6.        | 「ビルマニア」                                                                                   |       |            | 4:15 |
| 7.        | 「襟裳岬」(コーラスとして、八千代少年少女合唱団、伊達市立伊達東小学校のみなさんが参加している。) |       |            | 4:49 |
| 8.        | 「アバンギャルドで行こうよ」                                                                     |       |            | 4:40 |
| 9.        | 「SUCK OF LIFE」                                                                                 |       |            | 9:29 |
| 10.       | 「FINAL COUNTDOWN」                                                                              |       |            | 8:37 |
| 11.       | 「クリア」                                                                                       |       |            | 4:52 |
| 12.       | 「ボンボヤージ」                                                                                 |       |            | 5:23 |
| 合計時間: | 合計時間:                                                                                        | 66:39 |            |      |

## 参加ミュージシャン
- 吉井和哉 - ボーカル、ギター、タンバリン (#7)、エレキシタール (#7)、キーボード (#9)
- ジョーイ・カスティロ（英語版） - ドラムス (#1)
- マット・チェンバレン - ドラムス、パーカッション (#2,4)
- ジョッシュ・フリーズ（英語版） - ドラムス (#3,8,10)
- ジェームス・ギャドソン（英語版） - ドラムス (#6,7)
- クリス・チェイニー（英語版） - ベース (#1-5,8,10)
- リーランド・スカラー - ベース (#6,7)
- アラン・ヨハネス（英語版） - ギター (#1)
- 日下部正則 - ギター (#1,2,4-7)
- ジュリアン・コリエル（英語版） - ギター (#3)
- ハーマン・ジャクソン - Hammond B3 (#6,7)、クラビネット (#6,10)、ピアノ(#7)、オルガン (#10)
- パトリック・サンソン（英語版） - プログラミング (#2)、ギター (#2,5,8)、キーボード (#2-5,8)
- ジョナサン・リッテン - プログラミング (#1)
- ブライアン・クック - レコーディング (#1,10)
- 西川陽介 - レコーディング (全曲)
- ジュンイチ・ムラカワ - レコーディング (#6,7,10)
- ジョー・バレシ（英語版） - ミックス (#1-4,8,10)
- アンドリュー・シェプス - ミックス (#5-7)

初回限定盤DVD 
2014.12.28 NIPPON BUDOKAN YOSHII KAZUYA SUPER LIVE 2014 ～此コガ原点!!～
- 吉井和哉 - ボーカル、ギター、タンバリン
- 日下部正則 - ギター
- 吉田佳史（TRICERATOPS）- ドラムス
- 鶴谷崇 - キーボード
- 三浦淳悟 - ベース